# جرئت (فیلم)
جرئت (به هندی: Jurrat) فیلمی محصول سال ۱۹۸۹ و به کارگردانی دیوید داوان است. در این فیلم بازیگرانی همچون شاتورگان سینها، کومار گاروو، آنیتا راج، آمالا آکیننی، آریونا ایرانی، تینو آناند ایفای نقش کرده‌اند.